# Nyctibatrachus sanctipalustris
Nyctibatrachus sanctipalustris es una especie  de anfibios de la familia Ranidae.

## Distribución geográfica
Se encuentra en  la India. 

## Estado de conservación
Se encuentra amenazada de extinción por la pérdida de su hábitat natural.